# Stefano Bono
Stefano Bono (Chiari, 18 giugno 1979) è un ex calciatore italiano, di ruolo centrocampista.

## Carriera
Ha giocato una partita in Serie A con il Brescia a Firenze il 3 maggio 1998, Fiorentina-Brescia (5-1), e 53 partite in Serie B sempre con il Brescia e con l'Ancona. 
In Serie C1 ha giocato con le maglie di Reggiana, Ascoli, Venezia, Pisa e Lucchese.

## Palmarès

### Club

#### Competizioni giovanili
- Torneo di Viareggio: 1

Brescia: 1996

#### Competizioni nazionali
- Campionato italiano di Serie B: 1

Brescia: 1996-1997
- Campionato italiano Serie C2: 1

Venezia: 2005-2006